# گروس روچن
گروس روچن (به لاتین: Gross Ruchen) یک کوه در سوئیس است که در کانتون آوری واقع شده‌است. گروس روچن ۳٬۱۳۸ متر بالاتر از سطح دریا واقع شده‌است.